# Henry Washington Benham
Pour les articles homonymes, voir Benham.
Henry Washington Benham (17 avril 1813 - 1er juillet 1884) est un soldat américain et un ingénieur civil qui sert comme général dans l'armée de l'Union pendant la guerre de Sécession.

## Avant la guerre
Benham naît à Cheshire (Connecticut). Il est issu d'une des premières familles installées à Boston en 1630 et à New Havent en 1639. Il entre à l'université de Yale en août 1832 et moins d'un an plus tard entre à West Point.
Il est diplômé major de sa promotion de l'académie militaire de West Point en 1837. Il est relié avec différents travaux gouvernementaux en tant que membre du corps des ingénieurs. Il participe à des travaux d'amélioration de la rivière Savannah en Géorgie entre 1837 et 1838. Promu premier lieutenant, il est affecté en Floride où il supervise les réparations du fort Marion et du mur maritime de Saint Augustine jusqu'en 1844. Pendant les deux années suivantes, il participe aux travaux de réparation du port d'Annapolis et des forts Mifflin, McHenry, Madison et Washington.
Il sert lors de la guerre américano-mexicaine en 1847-48. Sept mois après le début du conflit, il rejoint l'armée de Zachary Taylor près de Saltillo dans le Nord du Mexique. Il reçoit la charge des trains de ravitaillement entre Camargo et Monterrey et finalement du camp de Taylor. Chaque train comprenait entre quarante et soixante chariots.
De 1849 à 1852, il supervise la construction de la digue pour la protection de Great Brewster Island, dans le port de Boston, et entre 1852 et 1853, de l'arsenal naval de Washington.

## Guerre de Sécession
En 1861, il est nommé ingénieur du département de l'Ohio le 14 mai 1861 ; la même année, il est promu brigadier général des volontaires le 13 août et commande une brigade à New Creek. En octobre 1861, il est transféré dans le département du Sud. Il participe à la capture du fort Pulaski les 10 et 11 avril 1862.
Alors que le général Hunter le laisse avec deux divisions, il ne doit pas engager une bataille générale. Il désobéit à des ordres en engage les confédérés lors de la bataille de James Island. Malgré un rapport de trois contre un en faveur de l'Union, l'artillerie confédérée fait de lourdes pertes. Les deux commandants de divisions, Isaac I. Stevens et Horatio G. Wright, affirment avoir averti Benham. Il est traduit en cour martiale après la bataille de James Island , le 16 juin 1862, au cours de laquelle il est directement sous les ordres du général David Hunter. En août 1862, Abraham Lincoln lui retire sa commission de brigadier général. Le 3 mars 1863, il est promu lieutenant-colonel de l'armée des États-Unis.
Le 6 juin 1863, Lincoln lui rend sa commission de brigadier général. De 1863 à 1865, avec le grade de lieutenant-colonel, il est au commandement d'une brigade d'ingénieurs l'armée du Potomac. Il participe à la bataille de Chancellorsville en mai 1863.

## Après la guerre
Benham quitte le service actif des volontaires le 15 janvier 1866. Le 13 janvier 1866, le président Andrew Johnson nomme Benham pour l'attribution du brevet de major-général des volontaires avec une date de prise de rang au 13 mars 1865 et le Sénat américain confirme la nomination, le 12 mars 1866. Le 11 décembre 1866, le président Johnson nomme Benham pour l'attribution du brevet de major-général, de l'U.S. Army, avec une date de prise de rang au 13 mars 1865 et le Sénat américain confirme la nomination le 2 mars 1867. Promu colonel en 1867, il est responsable du mur maritime du port de Boston de 1866 à 1873, et des défenses du port de New York, de 1877 à 1882. Il est un expert dans la construction de ponts flottants.